# Resende (sobrenome)

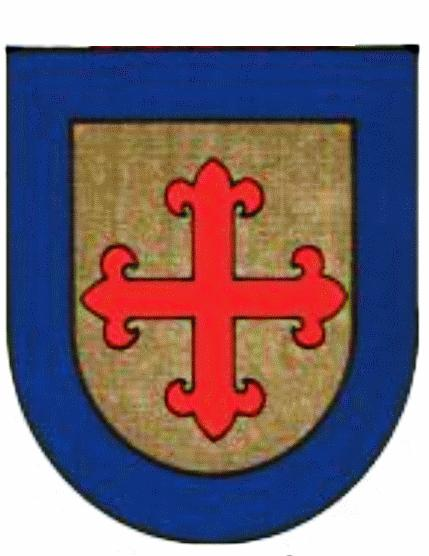
Brasão real da família Resende

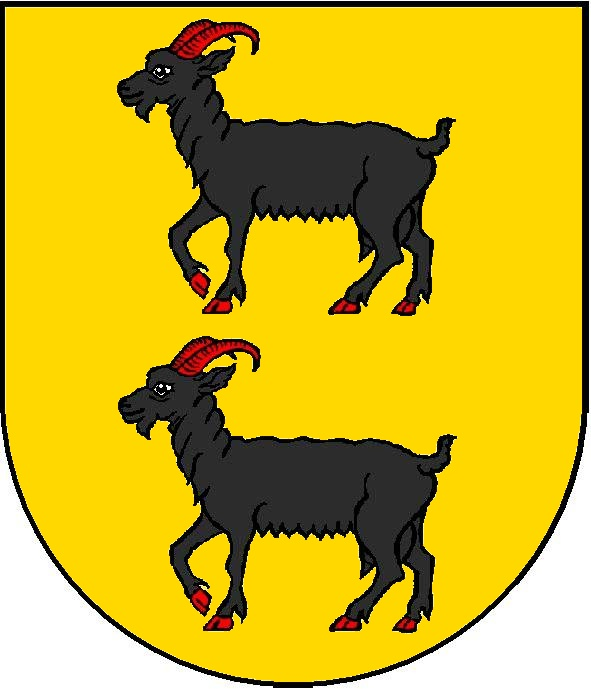
Brasão de armas das famílias Baião e Resende

Resende (cuja grafia arcaica é Rezende) é um sobrenome da onomástica da língua portuguesa. De origem toponímica, refere-se ao conselho português de Resende, localizado a 315 km ao norte de Lisboa, na região do Douro Litoral, no vale do Rio Douro. A região foi conquistada por Dom Rosendo Hermigiz (bisneto do sexto rei de Leão – Dom Ramiro II falecido no ano de 950) que a tomou dos mouros, agregando as terras ao então Reino de Leão e Castela. Assim, em reconhecimento pela bravura, o rei D. Fernando Magno doou parte das referidas terras a seu conquistador por volta do ano de 1030, o qual, tornou-se o primeiro senhor cristão a povoar a região. Dom Rosendo formou ali sua quinta e com ele se juntou à sua família, os de sobrenome Baião, por serem descendentes de Egas Moniz, dito «o Aio» do primeiro Rei de Portugal  (Dom Afonso Henriques), sendo que “Baião” deriva do superlativo de “Aio” (Egas Moniz), em reconhecimento à educação passada ao então Conde de Portucale. Os Resendes provêm de Dom Arnaldo de Baião, que viveu nos fins do século X e foi casado com Dona Ufo, descendente dos reis godos, com quem teve Dom Gosendo Araldes de Baião, cavaleiro que serviu os reis de Castela, Dom Fernando e Dom Garcia, nas guerras contra os mouros. Dom Gosendo sucedeu a seu pai no senhorio de Baião e em muitas fazendas nas margens do Cávado, tendo sido senhor de Penaguião e governador da justiça, no ano de 1030. De seu casamento, segue o Armorial Lusitano, Dom Gosendo

'teve Egas Gosendes de Baião, rico-homem de Dom Afonso VI, rei de Castela, figurando como confirmante nos anos de 1111 e 1112. Em 1124, deu foral à vila de Sernancelhe. Foi casado com Dona Useu Viegas, filha de Dom Egas Ermiges, "O Bravo", e de Dona Gontinha Eriz, de cujo matrimônio houve Dom Ermígio Viegas de Baião, que se recebeu a primeira vez com Dona Teresa Pires de Bragança, filha de Dom Pedro Fernandes de Bragança, de quem proveio descendência; e a segunda, com Dona Urraca Afonso, filha de Dom Afonso Viegas e de Dona Aldara Pires, da qual houve Dom Rodrigo Afonso de Baião, marido de Dona Maria Gomes da Silva, viúva de Dom Paio Soares Correia e filha de Dom Gomes Pais da Silva e de Dona Urraca Nunes. Nasceu, deste casamento, Afonso Rodrigues"o Rendamor", que contraiu matrimônio com Dona Maior Pires, que fora freira no mosteiro de Arouca, filha de Pedro Fernandes Portugal e de Dona Froilhe Rodrigues de Pereira, da qual teve entre outros filhos a Martim Afonso de Resende e a Giraldo Afonso, cujo apelido tomou do senhorio de Resende, que lhes veio por linha feminina.'

O costume das pessoas adotarem como sobrenome próprio a indicação do seu local de origem ficou comum, e como o lugar era conhecido como “Resende”, por ser uma corruptela de Rosendo[carece de fontes?], foi Dom Martim Afonso de Baião - o "de Resende", reconhecidamente o primeiro cidadão a utilizar a forma "Resende" como apelido, tomando-o do lugar onde era senhor e possuidor. Porém, o termo “Resende” somente passou a ser usado definitivamente como sobrenome familiar[carece de fontes?], deixando de ser uma mera indicação geográfica, quando, por volta de 1270 o Rei de Navarra - Filipe III, concedeu o brasão de armas a Afonso Rodrigues de Resende, o qual era sobrinho de Dom Martim Afonso de Baião - o "de Resende", em reconhecimento pela retidão e vassalagem da família[carece de fontes?]. O ilustre quinhentista João Rodrigues de Sá escreveu acerca desta família as seguintes quintilhas:
Num escudo, em campo douro
 Duas cabras ajuntadas,
 De gotas douro malhadas
 Da cor que é um negro mouro
 Desta mesma cor pintadas
 Quem bem em nobreza entende
 Achará que a de Resende
 Foi grande, por sua lança
 Há muitos tempos em França,
 Donde acha que descende.

## Brasão de Armas
Resende só possui um brasão, ele está registrado no livro  "Armorial Lusitano" e o "Livro da Nobreza e Perfeição das Armas de Portugal" descrevem um brasão distinto e mais recente: de jalde com duas cabras de sable, gotadas do campo e passantes, uma sobre a outra. Timbre: uma cabra do escudo.

## No Brasil
Muitos Resendes ramificaram-se e expandiram-se no Brasil por meio do casal João de Resende Costa e Helena Maria de Jesus, sendo ele filho do português Manuel de Resende e de Ana da Costa, neto paterno de André da Fonte de Morais e de Margarida de Resende (esta, filha de Jorge de Resende e  de Catarina de Freitas); neto materno de Antônio Vaz de Fontes e de Maria Fernandes. João de Resende Costa  nasceu em 1699, na Ilha de Santa Maria, no Arquipélago dos Açores em Portugal, e mudado para o Brasil, por volta de 1720, sequioso pelo enriquecimento rápido proporcionado pelo ouro das famosas Minas Gerais, onde acabou por adquirir uma vasta propriedade rural na região de do município de Lagoa Dourada, a qual deu o nome de Engenho Velho dos Cataguases ou Catauás. Enquanto que Helena Maria de Jesus, é filha de Manuel Gonçalves Correia e de Maria Nunes, nascida em 15 de janeiro de 1710, na Ilha do Faial, Arquipélago dos Açores, em Portugal, sendo ela uma das célebres Três Ilhoas, que deram origem a vários troncos de antigas, tradicionais e importantes famílias. Casaram-se em 3 de outubro de 1726, na Igreja Matriz de Nossa Senhora da Conceição dos Prados, Comarca do Rio das Mortes, hoje município de Lagoa Dourada, e deixaram treze filhos, dos quinze nascidos vivos, os quais se tornaram um dos mais importantes grupos mineiros, de abastados proprietários rurais, membros da chamada «aristocracia rural cafeeira», e atuantes na história política e social do país, os quais são considerados o berço da Família Resende no Brasil e que daí se espalharam os vários ramos, do Rio Grande do Sul ao Amazonas, ramificando-se até o Uruguai.
Registram-se filhos de João de Resende Costa e Helena Maria de Jesus:
1. Padre João de Resende Costa, nascido em 02/nov/1728;
  1. Este foi o primeiro Resende nascido no Brasil, e como um presságio tornou-se padre e abençoou toda a descendência da família que viria a seguir, tornando-a uma das mais respeitadas e influentes da história política e social do país, com características marcantes na forte religiosidade e na reconhecida simplicidade e apego ao trabalho, além de incansáveis defensores da moral e dos bons costumes, que servem como exemplo de retidão até os dias de hoje, para o enriquecimento de toda a sociedade.
  2. Foi batizado na Igreja Matriz de Prados, pelo Vigário José Pacheco Pereira em 2 de novembro de 1727, sendo padrinhos o Sr. Miguel da Costa Pereira e D. Maria Pedrosa, esta esposa de João Alves Prado.
  3. Foi vigário colado da Matriz de Nossa Senhora da Conceição dos Prados até a data de sua morte em 1788, sendo sepultado na Capela-Mór da referida igreja.
  4. Sua Irmã D. Josepha, em seu testamento de 29 de maio de 1825 manda dizer 40 missas pela alma deste seu falecido santo irmão. Saliente-se que após este primeiro padre da família, outros 12 filhos e netos de João Rezende Costa e Helena Maria de Jesus tornaram-se padres católicos, seguindo a vida religiosa como 12 apóstolos do primeiro Rezende brasileiro.
2. Maria Helena de Jesus, nascida em 17/abr/1729;
  1. Foi batizada em 17 de abril de 1729, casou-se  no dia 15 de setembro de 1749, na Capela de Santo Antônio da Lagoa Dourada, com o Capitão José Antônio da Sylva, Português, filho de André João e D. Maria Antônia.
3. Capitão José de Resende Costa (o Inconfidente) nascido em 13/06/1730;
  1. Foi batizado em 13 de junho de 1730, tornou-se parte da Inconfidência Mineira e foi condenado à morte junto com Tiradentes, cuja pena foi comutada na última hora pela Rainha Maria I pelo degredo de 10 anos na Africa, onde morreu em 1803, foi casado com Anna Alves Pretto, filha do Cap. Mór João Alves Preto e D. Maria Pedrosa de Morais.
  2. Consta na história que a viúva do Capitão José Rezende Costa, D. Anna Alves Pretto, por desgosto de ter que assistir a prisão do marido e do filho porquanto da Inconfidência Mineira, mandou trancar a porta da residência situada em Rezende Costa/MG e nunca mais permitiu que fosse aberta enquanto fosse viva, cuja promessa foi devidamente cumprida.
  3. Outro aspecto importante é que a carta assinada pela Rainha Maria I perdoando os réus da pena de morte foi assinada no dia 15 de outubro de 1790, mas os inconfidentes somente tomaram conhecimento da comutação da pena no dia 20/04/1792, ou seja, uma dia antes da data marcada para o enforcamento junto com Tiradentes, sendo inclusive lavrado testamento e realizada a cerimônia de extrema-unção.

### Pessoas
1. Gabriel de Resende Passos, ministro;
2. Otto de Oliveira Lara Resende, professor, advogado, escritor, jornalista;
3. Geraldo Resende, deputado federal;
4. Eliseu Resende, senador;
5. Marcelo Rezende, jornalista;
6. Sérgio Rezende, escritor, cineasta;
7. Geraldo Ribeiro de Sousa Resende, barão de Geraldo de Resende;
8. Iris Rezende Machado, político;
9. Estêvão Ribeiro de Sousa Resende, barão de Resende;
10. Estêvão Ribeiro de Resende, marquês de Valença;
11. Maria José Aranha de Rezende, poeta, jornalista;
12. Bernardo Rocha de Rezende-Bernardinho, ex jogador de Voleibol, Técnico de Voleibol;
13. Sergio Machado Rezende, professor, físico, foi Ministro da Ciência e Tecnologia (2005-2010);
14. Bruno Mossa de Rezende, jogador de Voleibol da Seleção Brasileira.